# Itawa (Mbeya)
Itawa  ist ein Verwaltungsbezirk (Ward) des Distrikts Mbeya in der gleichnamigen tansanischen Region Mbeya.

## Geografie
Itawa  liegt im Südwesten von Tansania zwischen dem Rukwasee und dem Malawisee. Der Bezirk hat eine Fläche von 71,86 Quadratkilometern und bei der Volkszählung 2022 lebten hier 8472 Menschen in 2337 Haushalten.

## Gliederung
Der Bezirk besteht aus vier Gemeinden (Mtaa) mit 27 Orten (Kitongoji):
| Iwowo - Iwowo A - Iwowo B - Mpesu A - Mpesu B - Itawa A - Itawa B - Lukasamo - Nkeke - Madugu - Songwe | Pashungu - Pashungu - Sakukwa - Mwongozo - Mwanza - Idunda - Kwambila | Igalukwa - Igalukwa A - Igalukwa B - Mondwe - Iwanga - Itega A - Itega B - Nsusu | Shigamba - Shigamba A - Shigamba B - Muungano - Iyanza |

## Wirtschaft und Infrastruktur
- Viehzucht: In Itawa befindet sich eine Station zur Abtötung von Parasiten an Rindern.[5]
- Fischzucht: Im Bezirk werden Fische in Teichen gezüchtet.[5]
- Bildung: Grundschulen befinden sich in Iwowo und Igalukwa.[6]
- Gesundheit: Die Apotheke in Iwowo bietet Malaria- und HIV-Vorsorge und -Behandlungen sowie Mutter.Kind-Betreuung an.[7]